# Süddeutscher Rundfunk
Der Süddeutsche Rundfunk (SDR) war von 1949 bis 1998 die Landesrundfunkanstalt für den nördlichen Teil Baden-Württembergs, genauer für das Gebiet des bis 1952 bestehenden Landes Württemberg-Baden.
Der SDR war eine Anstalt des öffentlichen Rechts mit Hauptsitz in Stuttgart und Gründungsmitglied der ARD. Studios bestanden in Mannheim, Karlsruhe, Heilbronn, Heidelberg und Ulm sowie in Bonn. Zum 1. Oktober 1998 gingen der Süddeutsche Rundfunk und der Südwestfunk (SWF) im neuen Südwestrundfunk (SWR) auf.

## Geschichte

### Vorläufer des SDR (1924–1945)

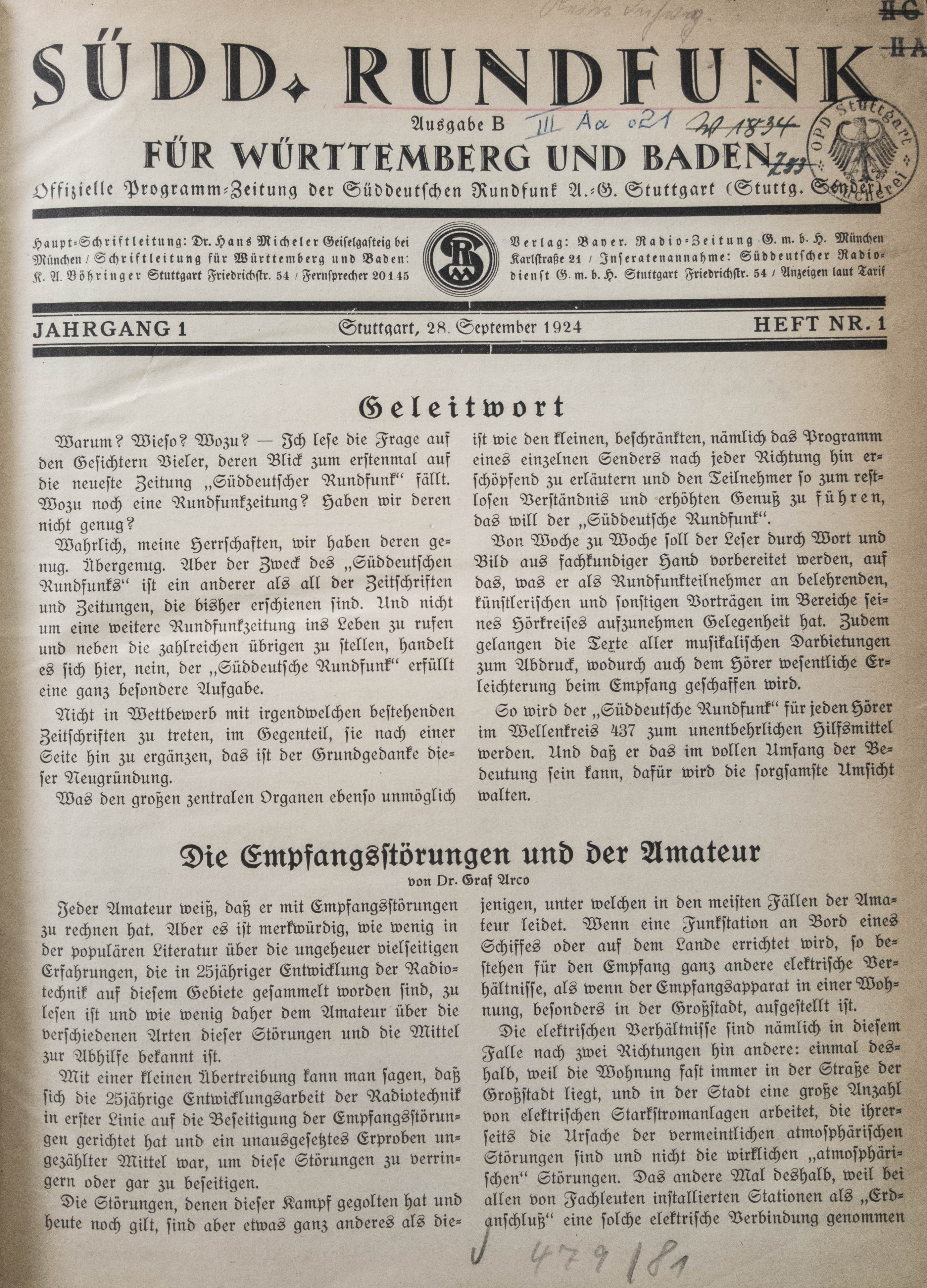
Programmzeitschrift von 1924

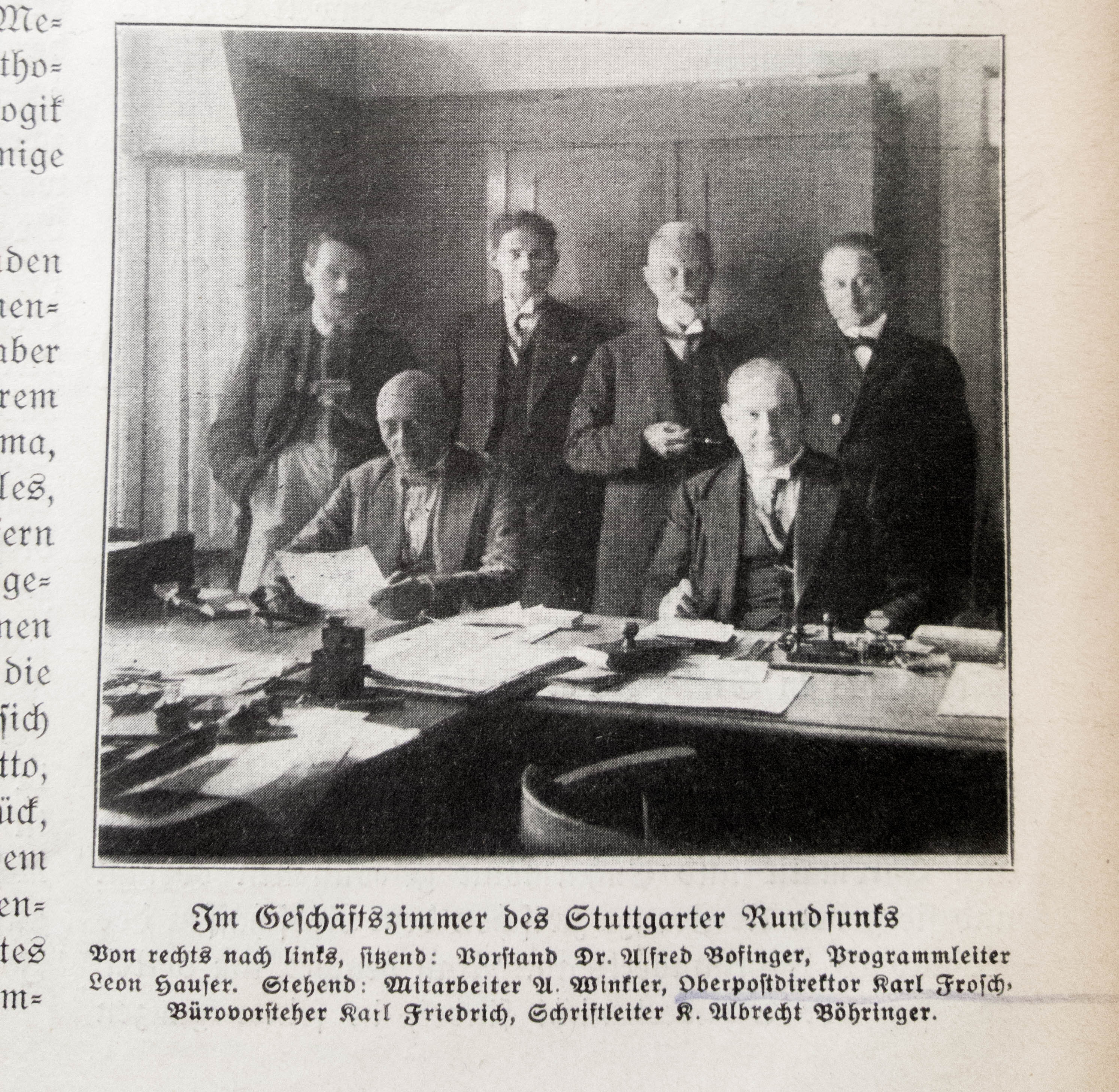
Geschäftszimmer in Stuttgart mit Intendant Bofinger und anderen, 1924

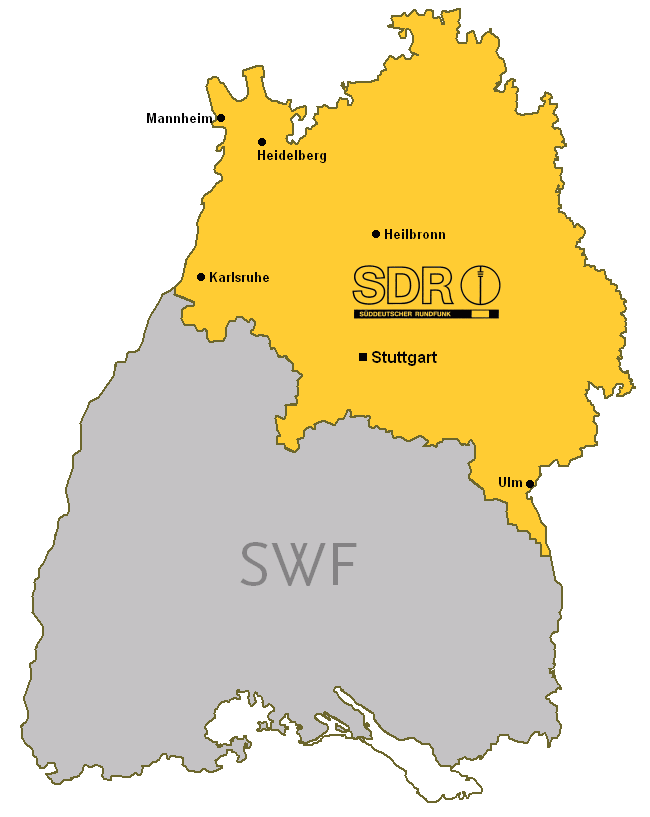
Sendegebiet des Süddeutschen Rundfunks (1949–1998) in Baden-Württemberg (erst seit 1952)

… als Teil der amerikanischen Besatzungszone

Am 3. März 1924 wurde in Stuttgart die Süddeutsche Rundfunk AG (SÜRAG) gegründet, die am 11. Mai 1924 den Sendebetrieb aufnahm. Im Mai 1925 trat die Gesellschaft der Reichs-Rundfunk-Gesellschaft mit Sitz Berlin bei. 1930 nahm die SÜRAG den Sender Mühlacker auf der Mittelwelle in Betrieb, den ersten deutschen Großrundfunksender. 1933 wurde die Süddeutsche Rundfunk AG in eine GmbH umgewandelt.
Nach der Machtergreifung der NSDAP wurden die regionalen Gesellschaften zu Filialen der Reichs-Rundfunk-Gesellschaft. Ab dem 1. April 1934 wurden die bisherigen Namen nach dem Schema Reichssender (Sitz) vereinheitlicht und der Süddeutsche Rundfunk damit zum Reichssender Stuttgart. Er war damit Teil des deutschen Einheitsrundfunks, der ab dem 1. Januar 1939 unter dem Namen Großdeutscher Rundfunk sendete. Der Betrieb des Reichssenders Stuttgart endete am 5. April 1945.

### Radio Stuttgart und SDR (1945–1998)
Am 3. Juni 1945 wurde durch eine alliierte örtliche Militärregierung der Sender Radio Stuttgart eingerichtet. Am 8. Juli 1945 wurde er, nach Abzug französischer Streitkräfte, von der örtlichen US-Militärregierung offiziell übernommen. Er strahlte täglich über Mittelwelle ein mehrstündiges Programm aus. Leiter war Captain Fred G. Taylor, der spätere US-Direktor des RIAS. Am 13. Juni 1947 erhielt der Sender einen deutschen Intendanten, Fritz Ermarth. Dieser trat am 7. November 1947 zurück. Am 22. Juli 1949 wurde der Sender Radio Stuttgart in eine Anstalt des öffentlichen Rechts für das Land Württemberg-Baden überführt und in Süddeutscher Rundfunk umbenannt. Er war Gründungsmitglied der am 9. Juni 1950 gegründeten ARD.
Auch nach Bildung des Landes Baden-Württemberg 1952 blieb der SDR die Landesrundfunkanstalt für den nördlichen Teil des Landes. Baden-Württemberg war viele Jahre lang das einzige Bundesland, das zwei öffentlich-rechtliche Landesrundfunkanstalten hatte (SDR und SWF). Dieser Zustand wurde 1998 mit der Fusion beider Sender beendet.
Am 10. März 1976 wurde das neue Stuttgarter Funkhaus nach fünfjähriger Bauzeit in Betrieb genommen.
Bis März 1988 firmierten die Hörfunkprogramme des Süddeutschen Rundfunks als Südfunk Stuttgart.

### Programmgeschichte
Der SDR strahlte bis 1950 nur ein Hörfunkprogramm aus (später als Südfunk 1, ab 1988 als SDR 1 bezeichnet). Am 19. November 1950 nahm das zweite Hörfunkprogramm (Südfunk 2 bzw. SDR 2) über UKW seinen Sendebetrieb auf. Am 1. November 1964 folgte ebenfalls über UKW zunächst als Gastarbeiterprogramm das dritte Hörfunkprogramm, das ab 1. Oktober 1979 als Musik- und Servicewelle zum Vollprogramm Radio 3 Südfunk Stuttgart ausgebaut wurde. Ab 1985 war es unter dem Namen Südfunk 3 auf Sendung, 1988 erfolgte die Umbenennung in SDR 3.
Am 5. April 1969 startete der SDR zusammen mit dem Südwestfunk (SWF) und dem Saarländischen Rundfunk (SR) Südwest 3 das Dritte Fernsehprogramm für die Länder Baden-Württemberg, Rheinland-Pfalz und Saarland. Es war das letzte seiner Art in Deutschland vor der Wiedervereinigung. Das Programm wurde Zug um Zug zum Vollprogramm ausgebaut, seit 1971 ist es täglich auf Sendung.
In der Austastlücke dieses Programms startete der SDR 1984 sein regionales Videotext-Angebot unter der Bezeichnung Südfunk-Text, das später mit dem gleichzeitig gestarteten SWF-Text zum Südwest-Text zusammengeführt wurde.
Ab Anfang der 80er-Jahre wurden auf den neuen Frequenzen des Gastarbeiterprogramms mit Kurpfalz-Radio, Radio Stuttgart und dem Ulmer Samstagsradio (später Schwaben Radio) zeitweise regionale Programme gesendet. Es folgten Frankenradio und Badenradio und für die Regionalprogramme wurde das gemeinsame Mantelprogramm SDR 4 geschaffen.
Am 1. Januar 1991 wurde das zweite Hörfunkprogramm SDR 2 mit SWF2, dem zweiten Hörfunkprogramm des Südwestfunks, zum neuen Kulturkanal S2 Kultur verschmolzen. Zur gleichen Zeit wurde S4 Baden-Württemberg gestartet, ein Gemeinschaftsprogramm mit dem SWF, das an die Stelle von SDR 4 trat. Die Regionalprogramme blieben bis auf Radio Stuttgart, das in Württemberg-Radio umbenannt und nun im Wechsel mit dem SWF-Studio Tübingen produziert wurde, größtenteils unverändert.
Am 17. Mai 1997 startete der SDR zusammen mit dem SWF das Jugendmultimedium DASDING im Rahmen des DAB-Pilotprojekts Baden-Württemberg. Es handelt sich um ein 24-Stunden-Angebot für Jugendliche zwischen 14 und 24 Jahren, das über DAB und ADR, im Internet, sowie seit 2000 über mehrere kleine UKW-Ortssender verbreitet wird. DASDING verband die Medien Hörfunk, Fernsehen und Internet zu einem damals neuartigen Angebot.
Alle Programme des SDR sendeten noch bis 29. August 1998. Am 30. August 1998 nahmen die Programme des SWR ihren Sendebetrieb auf. Offiziell gingen SDR 1 und SWF1 in SWR1 Baden-Württemberg auf, S2 Kultur wurde in SWR2 umbenannt, aus SDR 3 und SWF3 wurde SWR3 und S4 Baden-Württemberg wurde in SWR4 Baden-Württemberg umbenannt. Das Jugendprogramm DASDING wird vom SWR weitergeführt. Faktisch kam die Fusion einer Übernahme des SDR durch den SWF gleich, von welchem der Intendant, ein Großteil der Programmverantwortlichen und die (zuvor bei SDR und SWF sehr unterschiedliche) Programmkultur übernommen wurden. Immerhin wurde der Sitz des bisherigen SDR, die Landeshauptstadt Stuttgart, als Sitz des neuen SWR übernommen.
Das Dritte Fernsehprogramm Südwest 3 wurde in die beiden Programme Südwest BW und Südwest RP (später Südwest Fernsehen und heute SWR Fernsehen) überführt.

### Intendanten
- 3. März 1924 bis 1945: Alfred Bofinger (1891–1959), 1924–1933 Vorstand der Süddeutschen Rundfunk AG. Bofinger war der einzige Intendant der Weimarer Republik, den die Nationalsozialisten 1933 im Amt ließen. Alle anderen wurden durch NSDAP-Mitglieder ersetzt.[5]
- 15. April 1933 bis Januar 1934: Walther Beumelburg (4. Oktober 1894–1944), Intendant der Süddeutschen Rundfunk GmbH
- 1934–1945: Alfred Bofinger, Intendant des Reichssenders Stuttgart
- 13. Juni 1947 bis 7. November 1947: Fritz Ermarth (1909–1948), Intendant des Militärsenders Radio Stuttgart (trat nach fünf Monaten zurück)
- 1. Oktober 1948 bis 31. August 1949: Erich Roßmann (1884–1953), Intendant von Radio Stuttgart
- 1. September 1949 bis 31. August 1958: Fritz Eberhard (1896–1982), Intendant des SDR
- 1. September 1958 bis 31. Dezember 1989: Hans Bausch (1921–1991), Intendant des SDR
- 1. Januar 1990 bis 30. September 1998: Hermann Fünfgeld (1931–2018), Intendant des SDR

### Pausenzeichen
Als Pausenzeichen verwendete der Süddeutsche Rundfunk die Anfangszeile des schwäbischen Volkslieds Jetzt gang i ans Brünnele. Es war im Laufe der Verwendung in unterschiedlichen Variationen zu hören, war aber später durch die Jingles nicht mehr gebräuchlich.

## Programme
Der SDR veranstaltete seit Sendebeginn Hörfunk und dann im Rahmen der ARD für das Deutsche Fernsehen auch TV-Beiträge. Die Zeit vor 20 Uhr war damals regionalen Programmen mit Unterhaltungsserien und Informationssendungen (Landesschau und Abendschau) vorbehalten. Populär wurden die Zeichentrickfilmfiguren Äffle und Pferdle aus den „Werbe-Pausen“.
Zuletzt veranstaltete der SDR in Zusammenarbeit mit anderen Rundfunkanstalten folgende Fernsehprogramme:

### Fernsehen
- Das Erste – Erstes Deutsches Fernsehen (Gemeinschaftsprogramm der ARD)
Programm-Beispiele:
  - Sterns Stunde mit Horst Stern
  - Pro und Contra, Fernsehstreitgespräch mit Emil Obermann
  - Wer dreimal lügt, Publikumsquiz mit Wolfgang Spier
  - Tatort: 16 Folgen mit Werner Schumacher als Kommissar Lutz, danach 3 Folgen mit Horst Michael Neutze als Kommissar Schreitle und 25 Folgen mit Dietz-Werner Steck als Kommissar Bienzle
  - Verstehen Sie Spaß? Unterhaltungsshow mit Paola und Kurt Felix
- Südwest 3 (ab 1969) – Drittes Fernsehprogramm für Baden-Württemberg, Rheinland-Pfalz und das Saarland (Kooperation mit SWF und SR)
- 3sat (ab 1984) – Kulturkanal von ARD, ZDF, ORF und SRG
- ARTE (ab 1992) – deutsch-französischer Kulturkanal
- KiKA (ab 1997) – Kinderkanal von ARD und ZDF
- Phoenix (ab 1997) – gemeinsamer Ereigniskanal von ARD und ZDF

### Hörfunk
Im Laufe der Jahre kamen weitere Radioprogramme hinzu, Südfunk1 sendete auf der Mittelwelle (Sender Mühlacker) und wie die anderen Programme auch auf UKW. Insbesondere beim Kulturprogramm gab es eine Zusammenarbeit mit dem Südwestfunk, in den 1980er-Jahren ging dort die Tendenz immer stärker zu einem gemeinsamen Programm.
- SDR 1 – Vollprogramm, Magazinformat mit Zeiten für Fachredaktionen, Informationen und Hintergrund („aktuell“-Sendungen), Musikfarbe an der „Generation bis 59“ orientiert
- S2 Kultur – Kulturradio (gemeinsam mit dem SWF; teils mit einem Fensterprogramm für die Länder): klassische Musik (mit Eigenproduktionen des Orchesters und des Chors, Kultur- und aktuelle Informationen, Hörspiele und Features, Jazz-Sendungen wie „Treffpunkt Jazz“). Vorläufer war das bis 1991 eigenständig produzierte Kulturradio SDR 2
- SDR 3 – Popwelle seit 1979; davor schon Jugendprogramm (POINT) seit 1975, als Radio für den wilden Süden seit 1988, Rekordhitparade Top 1000x ab dem 14. August 1989 fünf Tage lang rund um die Uhr, mit dem Sieger Stairway to Heaven von Led Zeppelin[7]
- S4 Baden-Württemberg – regionalisiertes Programm aus den SDR-Studios in Stuttgart (Württemberg-Radio; Gemeinschaftsproduktion mit dem SWF-Studio Tübingen), Karlsruhe (Baden-Radio), Mannheim (Kurpfalz-Radio), Heilbronn (Franken-Radio) und Ulm (Schwaben-Radio) mit Musik eher für die ältere Generation; 1991 aus SDR 4 hervorgegangen; das Mantelprogramm wurde in Zusammenarbeit mit dem SWF produziert
- DASDING – Jugendprogramm, damals noch im Aufbau begriffen (Kooperation mit dem SWF), Sendestart am 17. Mai 1997

### Korrespondenten
Für die ganze ARD übernahm der SDR regelmäßig insbesondere zwei Berichtsregionen: das südliche Afrika (Johannesburg) und den Nahen Osten. Diese Region stand mit ihren Krisen (Israel-arabische Staaten; Zerfall des Libanon) immer in einem besonderen „Brennpunkt“, Standorte waren Kairo und Beirut oder Amman, bei Möglichkeit auch Teheran, später gab es einen Korrespondenten für den Raum Türkei und Iran. Besonders die Namen von Gerhard Konzelmann und Ulrich Kienzle sind stark mit der Region und mit dem Sender verbunden.
Eigene Hörfunk-Korrespondenten sandte man darüber hinaus insbesondere nach London oder Washington; politische Korrespondenten arbeiteten in Bonn, später in einem gemeinsamen Hauptstadtstudio.

## Klangkörper
Der SDR unterhielt folgende Orchester und Chöre:
- Radio-Sinfonieorchester Stuttgart (1945 gegründet)
- Südfunk-Chor (1946 gegründet; heute SWR Vokalensemble Stuttgart)
- Südfunk-Tanzorchester (1951 gegründet; heute SWR Big Band)
- Südfunk-Kinderchor (bis 1972 – täglich um 18:55 Uhr „Gute-Nacht-Lied“ – dann weiter als Stuttgarter Kinderchor)

## Studios
Neben dem Funkhaus in Stuttgart betrieb der Süddeutsche Rundfunk in seinem Sendegebiet Studios für die regionale Berichterstattung sowie zum Teil mit weiteren Zuständigkeiten für das ganze Sendegebiet oder die gesamte ARD:
Das Studio Heidelberg-Mannheim mit der Wissenschafts- und zeitweise auch der Schulfunk-Redaktion hatte seinen Sitz seit 1967 in der früheren Villa Bosch in Heidelberg. Nach der Eröffnung des Studios Mannheim trug es nur noch den Namen „Studio Heidelberg“. Aus finanziellen Gründen verkaufte der SDR 1994 die Villa Bosch und schloss das Studio Heidelberg. Für das Berichtsgebiet war fortan das Studio Heidelberg-Mannheim mit Sitz in Mannheim zuständig, das auch die Wissenschaftsredaktion beherbergte.
Das Studio Karlsruhe hatte die ARD-weite Zuständigkeit für die Berichterstattung vom Bundesgerichtshof und vom Bundesverfassungsgericht. Aus dem Namen der seit 1952 ausgestrahlten Sendung „Aus der Residenz des Rechts“ ging die heute allseits geläufige Bezeichnung für die Stadt Karlsruhe hervor (nicht etwa umgekehrt). Diese Sendung – heute unter dem Namen „Radioreport Recht“ – hat als einzige aus dem Programm SDR 1 bis heute im Programm SWR 1 überlebt.
Weitere Studios gibt es in Heilbronn und Ulm. Alle genannten Studios, soweit sie bei der Fusion mit dem Südwestfunk noch bestanden, werden heute vom Südwestrundfunk weiterbetrieben.

## Sendeanlagen

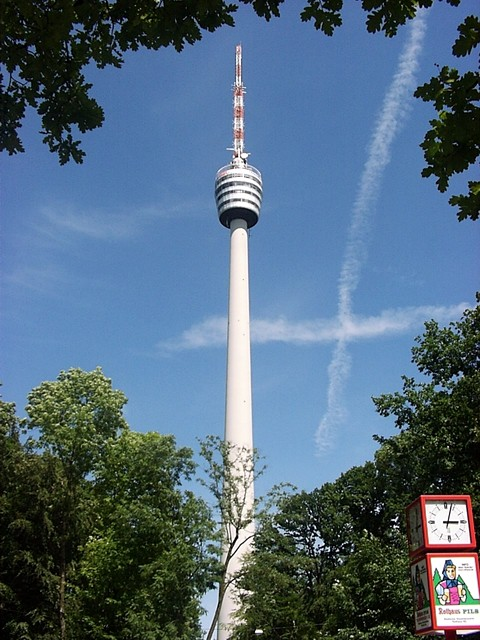
Stuttgarter Fernsehturm

Zur Ausstrahlung seiner Hörfunkprogramme und des ersten Fernsehprogramms der ARD verfügte der SDR zuletzt über folgende Grundnetzsender. Mit Ausnahme der Mittelwellensender werden heute alle Standorte vom SWR weiterbetrieben. Das mit Abstand bekannteste Bauwerk darunter ist der von 1954 bis 1956 erbaute Stuttgarter Fernsehturm, ein Wahrzeichen der Landeshauptstadt. Er ist der erste Fernsehturm seiner Art und bildete in abstrahierter Form in einem Kreis das Logo des Süddeutschen Rundfunks.
- Sender Aalen für UKW-Hörfunk und Fernsehen
- Sender Bad Mergentheim für UKW-Hörfunk und Fernsehen (bis 1999 auch Mittelwelle)
- Sender Ettlingen-Wattkopf für UKW-Hörfunk und Fernsehen
- Sender Heidelberg/Dossenheim für Mittelwelle (2004 stillgelegt)
- Sender Heidelberg-Königstuhl für UKW-Hörfunk und Fernsehen
- Sender Heilbronn/Obereisesheim für Mittelwelle (bis 1976 auch Fernsehen)
- Sender Heilbronn/Weinsberg für UKW-Hörfunk und Fernsehen
- Sender Langenbrand für UKW-Hörfunk und Fernsehen
- Sender Mühlacker für Mittelwelle und UKW-Hörfunk (bis 2004 auch Kurzwelle)
- Sender Stuttgart-Degerloch für UKW-Hörfunk und Fernsehen
- Sender Ulm-Jungingen für Mittelwelle (2011 stillgelegt)
- Sender Ulm-Kuhberg für UKW-Hörfunk und Fernsehen
- Sender Waldenburg für UKW-Hörfunk und Fernsehen

Zusätzlich betrieb der SDR rund 250 Füllsender zur Versorgung von Tälern oder anderer im Empfangsschatten liegender Gebiete, darunter den Sender Blaubeuren oder den Sender Buchen.

## Persönlichkeiten
- Wolfgang Pohl (* 1933), Chefredakteur Politik, erhielt 1968 den Kurt-Magnus-Preis der ARD[8]
- Rosemarie Eick (* 1927; † 1989) war die Sprecherin der von Albrecht Baehr redaktionell verantworteten Seniorensendung Damals und heute. Außerdem moderierte sie unter anderen die Wunschkonzertsendung Sie wünschen, wir spielen, die – weil sie am Vormittag gesendet wurde – vor allem bei Hausfrauen gut ankam.
- Erna Fassbinder (* 1898; † 1980), ursprünglich Schauspielerin, wirkte schon ab 1925 im Süddeutschen Rundfunk mit und wurde ab 1950 die unvergessliche „Frieda“ in der beliebten Hörspielserie Familie Staudenmaier.
- Günter Freund (* 1922; † 2010) moderierte in den 1960er und 1970er Jahren jeden Montag kurz vor 20 Uhr die Schlagerskala, die regelmäßig Hunderttausende von Stammhörern von Südfunk 1 erreichte. In ihr konnten die Hörer per Postkarte ihre Stimme für den beliebtesten Schlager abgeben.
- Hermann Haarmann (* 15. Februar 1920; † 14. August 1973), der beliebte Wecker vom Dienst, prägte jahrelang die vormittägliche Hausfrauensendung Mit Musik geht alles besser des SDR.

- Rainer Nitschke, arbeitete als Moderator
- Bernd Duschinski, Moderator
- Sibylle Nägele
- Gisela Böhnke
- Michael Branik
- Wolfgang Walker moderierte von Montag bis Donnerstag 15.03 Uhr bis 16 Uhr die Sendung Um Antwort wird gebeten (uAwg).
- Roswitha Roszak war Fernsehansagerin und Moderatorin beim Funk
- Andreas Rupniak
- Bernharda Buch (Ansagerin – Fernsehen)
- Manfred Naegele (Abendschau – Regional Fernsehen)
- Albert Hofele (* 1896; † 1972), ursprünglich Schauspieler und Opernsänger, hatte schon am 26. August 1925 seine erste Rundfunksendung und ist aus der Geschichte des Süddeutschen Rundfunks nicht wegzudenken. Bis 1968 präsentierte er die Samstagabendsendungen Froher Klang und Volksgesang und Mit Volksmusik ins Land hinaus.
- Heinz Kilian (* 1915; † 2007), bekannt als „die Stimme“ des früheren Süddeutschen Rundfunks, war Chefsprecher des SDR, etwa 34 Jahre lang saß er im Stuttgarter Funkhaus am Mikrofon. Fast jedem Radiohörer zwischen Main und Bodensee war seine Stimme in den 1950er bis 1970er Jahren vertraut. Kilian war der erste Rundfunkmoderator in Deutschland, der die Hörer direkt beteiligte. Hunderttausende Hörer verfolgten täglich die Sendung Sie wünschen, wir spielen, die er 14 Jahre lang moderierte.
- Fred Metzler (* 1929; † 2010) war ein beliebter Sprecher des SDR, der sich am Ende einer Sendung gern mit den Worten „mit freundlichen Grüßen von Haus zu Haus“ von den Hörern verabschiedete.
- Waldemar Müller (* 1918; † 2001) war ebenfalls ein vor allem wegen seiner sonoren Stimme beliebter Sprecher des SDR.
- Cläre Schimmel (* 1902; † 1986) war von 1945 bis 1967 Oberspielleiterin beim Hörfunk des SDR. In dieser Zeit produzierte sie als Regisseurin hunderte von Hörspielen für den Sender.
- Robert Vogel moderierte neun Jahre lang, bis 1968, als Nachfolger von Curt Elwenspoek die Gutnachtliedsendung für Kinder, die auch von Erwachsenen gern gehört wurde.
- Günther Willmann (* 1928; † 2017) war ab 1946 Ansager und Sprecher bei Radio Stuttgart und ab 1957 für den SDR als Moderator und Reporter unterwegs
- Für den Jazz: Dieter Zimmerle und Gudrun Endress[9]
- Elsbeth Janda (* 1923; † 2005) aus der Kurpfalz, auch für das Fernsehen
- Martin Walser (* 1927; † 2023) begann 1949, für den SDR als Reporter zu arbeiten und Hörspiele zu schreiben. Eine zwischenzeitliche Festanstellung beim SDR ermöglichte ihm 1951 die Promotion in Tübingen. Zusammen mit Helmut Jedele bildete er den Kern der „Genietruppe“ des Stuttgarter Hörfunks und baute als freier Mitarbeiter den Fernsehbereich des Senders mit auf. Er führte Hörspielregie und wirkte 1953 am Buch zur ersten Fernsehfilmproduktion des deutschen Nachkriegsfernsehens mit. Parallel dazu vertiefte er als Rundfunkredakteur und Autor seine Kontakte zur Literaturszene.
- Otto Düben (* 1928; † 2018), seit 1968 Regisseur, Dramaturg und Leiter Künstlerisches Wort, führte in über 400 Hörspielen Regie. Sein Name bleibt verbunden mit der Krimireihe Aus Studio 13 in SDR 1.

Beim Fernsehen:
- Dagmar Bergmeister (* 1929; † 2013) war die erste Ansagerin des SDR. Jahre später wurde sie als „zu alt“ vom Sender entlassen, klagte sich über ein Arbeitsgerichtsverfahren wieder ein, wurde aber trotz wochenlanger Anwesenheit in der Sendeleitung nicht wieder beschäftigt und gab schließlich entnervt auf.[10]
- Helmut Jedele wurde im Herbst 1953 zunächst Fernsehbeauftragter, dann Fernsehdirektor des Süddeutschen Rundfunks. In dieser Funktion war er 1957 Vorsitzender der Fernsehprogramm-Konferenz und Koordinator des „Deutschen Fernsehens“. 1959 ging er zur Bavaria Atelier GmbH (Bavaria Film) nach München, einem Tochterunternehmen des WDR und „seines“ SDR
- Horst Jaedicke war der zweite Fernsehdirektor des Südfunk-Fernsehens. In seine Amtszeit fielen die Entdeckungen von Vicco von Bülow (Cartoon) und Horst Stern (Sterns Stunde) für das Fernsehen. Er ließ Dokumentarfilmern wie dem früh verstorbenen Heinz Huber, Dieter Ertel (er wurde später Fernsehdirektor bei Radio Bremen), Corinne Pulver und Elmar Hügler freie Hand, und auch neue Unterhaltungsformen konnten in Jaedickes Amtszeit ausprobiert werden: p, Onkel Ottos Geburtstag, die erste Improvisationssendung des deutschen Fernsehens, die Dokumentation über den Deutsch-Französischen Krieg von 1870/1871, die mit Fernsehkorrespondenten nachgestellt wurde, als ob über ihn bereits mit Fernsehmitteln berichtet worden wäre. So „berichtete“ zum Beispiel Peter Scholl-Latour in zeitgenössischem Kostüm aus Paris.
- Emil Obermann, Chefredakteur Fernsehen bis 1985, Sendung Pro und Contra